# Raoul Bott

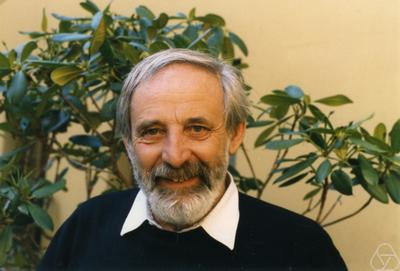
Raoul Bott (Fotografie 1986)

Raoul Bott (* 24. September 1923 in Budapest; † 20. Dezember 2005 in Carlsbad, Kalifornien) war ein US-amerikanischer Mathematiker, der für seine zahlreichen Beiträge zur Topologie und Geometrie bekannt wurde.

## Leben
Bott lebte einen Großteil seines Lebens in den USA. Seine Mutter und seine Tante sprachen ungarisch. Da sein tschechischer Stiefvater deutschsprachig war, wuchs er mit der deutschen Sprache auf. Er lernte von klein auf Englisch und sprach es bis auf einen kleinen Akzent perfekt. Er ging in der Slowakei zur Schule und lernte somit auch noch slowakisch. Trotz dieser Umstände behauptete Bott immer, er habe eine Abneigung gegen das Erlernen von Sprachen.
1938 floh er mit seinen Stiefeltern via England nach Kanada, wo er in die McGill-Universität in Montréal eintrat und zunächst Elektrotechnik studierte. Bott begann seine Arbeiten in der Theorie der elektrischen Leitungen (Bott-Duffin-Theorem aus dem Jahre 1949), ging dann aber zur reinen Mathematik über. 1949 wurde er am Carnegie Institute of Technology bei Richard Duffin promoviert (Electrical Network Theory). Danach war er am Institute of Advanced Studies und an der University of Michigan tätig. 1956 wurde er Sloan Research Fellow.
Von 1959 bis 1999 war Bott Professor an der Harvard University als Lehrstuhlinhaber der renommierten „William-Caspar-Graustein-Professur für Mathematik“. 1959 wurde er in die American Academy of Arts and Sciences gewählt, 1964 in die National Academy of Sciences. Im Jahre 2000 erhielt er den Wolf-Preis. Im Jahr 1980 wurde er zum Mitglied der Leopoldina gewählt, im Jahr 2005 wurde er auswärtiges Mitglied der Royal Society of London.
Er studierte die Homotopiegruppen von Lie-Gruppen, indem er die Methoden der Morsetheorie verwendete. Diese führten zum Bottschen Periodizität-Theorem im Jahre 1959. In dieser Arbeit führte er die Morse-Bott-Funktionen ein, die eine wichtige Verallgemeinerung der Morsefunktionen darstellen. Das führte zu seiner langjährigen Zusammenarbeit mit Michael Atiyah, ursprünglich durch den Beitrag hervorgerufen, den er in der Periodizität der K-Theorie lieferte. Er lieferte bedeutende Beiträge zum Indextheorem, speziell bei der Formulierung des verwandten Fixpunkttheorems, im so genannten Woods Hole fixed-point theorem (Atiyah-Bott-Fixpunktsatz), einer Kombination des Riemann-Roch-Theorems und des Lefschetz-Fixpunkttheorems, das nach Woods Hole, Massachusetts (der Sitz eines molekularbiologischen Forschungsinstituts und bekannter Konferenzort) benannt wurde.
Bott wurde auch durch die Verbindung des Borel-Bott-Weil-Theorems zur Darstellungstheorie von Lie-Gruppen mittels holomorpher Garben und ihrer Kohomologiegruppen, sowie für seine Arbeiten über Blätterungen bekannt. Im Bereich der Kohomologietheorie geht ebenfalls die Bott-Chern-Kohomologie auf ihn zurück.
Bott starb an den Folgen einer Krebserkrankung.
Zu seinen Doktoranden zählen die Fields-Medaillisten Stephen Smale und Daniel Quillen sowie Peter Landweber, Robert MacPherson und Constantin Teleman.

## Auszeichnungen und Preise
- 1958 war er Invited Speaker auf dem Internationalen Mathematikerkongress in Edinburgh (An application of Morse theory to the topology of Lie groups)
- 1964 Oswald-Veblen-Preis
- 1970 Plenarvortrag auf dem ICM Nizza (On topological obstructions to integrability)
- 1987 National Medal of Science der USA
- 1990 Leroy P. Steele Prize der American Mathematical Society
- 2000 Wolf-Preis

## Schriften
- mit Loring W. Tu Differential forms in algebraic topology. Springer, 1982
- Collected papers. 4 Bände. Birkhäuser, 1994/95
- Lectures on K(X). Benjamin, 1969
- On topological obstructions to integrability. ICM 1970, Nizza
- mit Mather Topics in topology and differential geometry. In: Batelle Rencontres, 1967 (de Witt, Wheeler ed.)
- The periodicity theorem for the classical groups and some of its applications. In: Advances in Mathematics, Band 4, 1970, S. 353–411
- Vector fields on spheres. In: L’enseignment mathematique, Band 7, 1961, S. 125–138
- On the shape of a curve. In: Advances in Mathematics, Band 16, 1975, S. 144–159
- Morse Theory indomitable. In: Publ.Math.IHES, Band 68, 1988, S. 99, Numdam
- Lectures on Morse theory, old and new. In: Bull. Amer. Math. Soc., Band 7, 1982, S. 331
- Homogeneous vector bundles. In: Annals of Mathematics, 66, 1957, S. 933–935 (Satz von Borel-Weil-Bott: Konstruktion von Darstellungen von Lie-Gruppen mittels Garbenkohomologie)
- The stable homotopy of the classical groups. In: Annals of Mathematics, 70, 1959, S. 313–337. (Bott-Periodizitätssatz für stabile Homotopiegruppen von Lie-Gruppen)
- On a topological obstruction to integrability. In: Global Analysis, Proceedings of Symposia in Pure Math., XVI, 1970, S. 127–131 (Integrabilität von Unterbündeln via Pontrjagin-Klassen)
- mit Atiyah On the periodicity theorem for complex vector bundles. In: Acta Mathematica, Band 112, 1964, S. 229–247
- mit Atiyah A Lefschetz Fixed-point Formula for Elliptic Complexes, Teil 1,2. In: Annals of Mathematics, Band 86, 1967, S. 374–407, Band 88, 1968, S. 451–491
- mit Atiyah, Shapiro: Clifford Modules. In: Topology, Band 3, Suppl. 1, 1964, S. 3–38
- mit Atiyah: The Yang-Mills equations over Riemann surfaces. In: Phil. Trans. R. Soc. Lond., A, 308, 1982, S. 524–615 (Äquivariante Morse-Theorie)
- mit Atiyah: The moment map and equivariant cohomology. In: Topology, 23, 1984, S. 1–28 (Lokalisierungsformel für äquivariante Kohomologie)